# Червено лозе, близо до Арл
Червеното лозе близо до Арл (на нидерландски: De rode wijngaard) е картина на Ван Гог. Картината е нарисувана по време на престоя на Винсент ван Гог в Арл, в Южна Франция, през октомври 1888 година. Краткият престой на Ван Гог в Арл е един от най-продуктивните в живота му когато той рисува едни от най-значимите си творби. По повод на завършването на картината той пише на своя брат, че се е потил с кръв и вода, но го има вече. „Едно лозе съвсем пурпурно и жълто със сини и виолетови фигурки и жълто слънце“. В началото на 1890 година на една изложба в Брюксел картината е продадена на Ана Бок за 400 франка. Счита се, че това е единствената картина, продадена докато Ван Гог е жив.